# Rabidosa rabida
Rabidosa rabida, также известный как бешеный паук-волк, — вид пауков из семейства Lycosidae, обитающий в Северной Америке. В Соединённых Штатах он встречается от Мэна до Флориды и на западе до Техаса.

## Описание

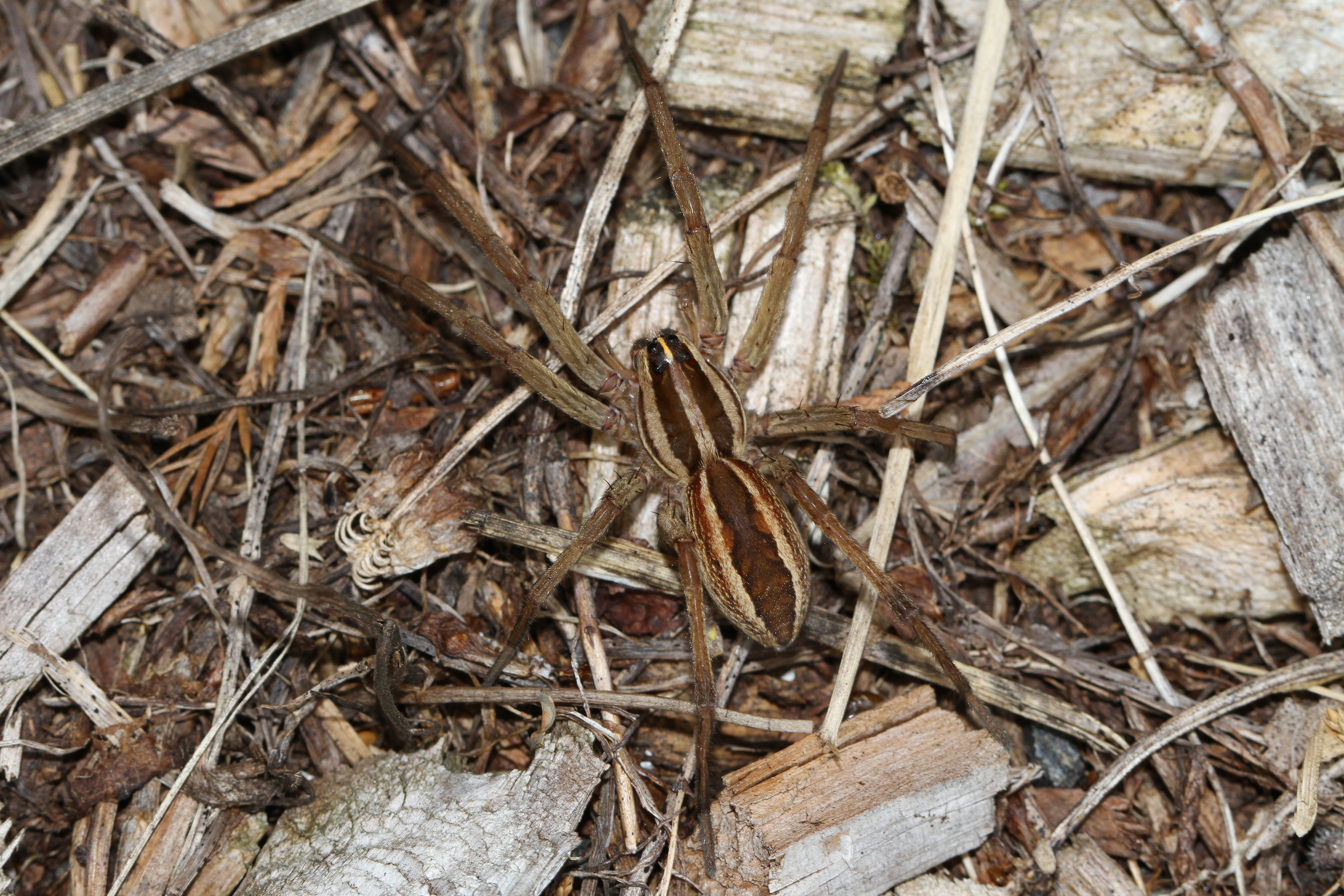
В Ноксвилле

Головогрудь имеет две тёмные полосы. На брюшке есть одна полоса такого же цвета. Остальные части паука жёлтые. Самки крупнее самцов, их длина составляет около дюйма, в то время как длина тела самцов — около половины дюйма. У этого вида восемь глаз: четыре сверху и четыре снизу, которые больше похожи на усики паука.
Б. Дж. Кастон отличает R. rabida от R. punctulata, отмечая, что у самцов первого вида передние ноги в основном чёрные, в то время как у второго вида все ноги одного цвета.
Считается, что распространённое название «бешеный паук-волк» связано с хаотичным и быстрым движением этого вида. Однако пауки не могут быть переносчиками бешенства и, следовательно, не могут передавать его людям или другим животным.

## Образ жизни

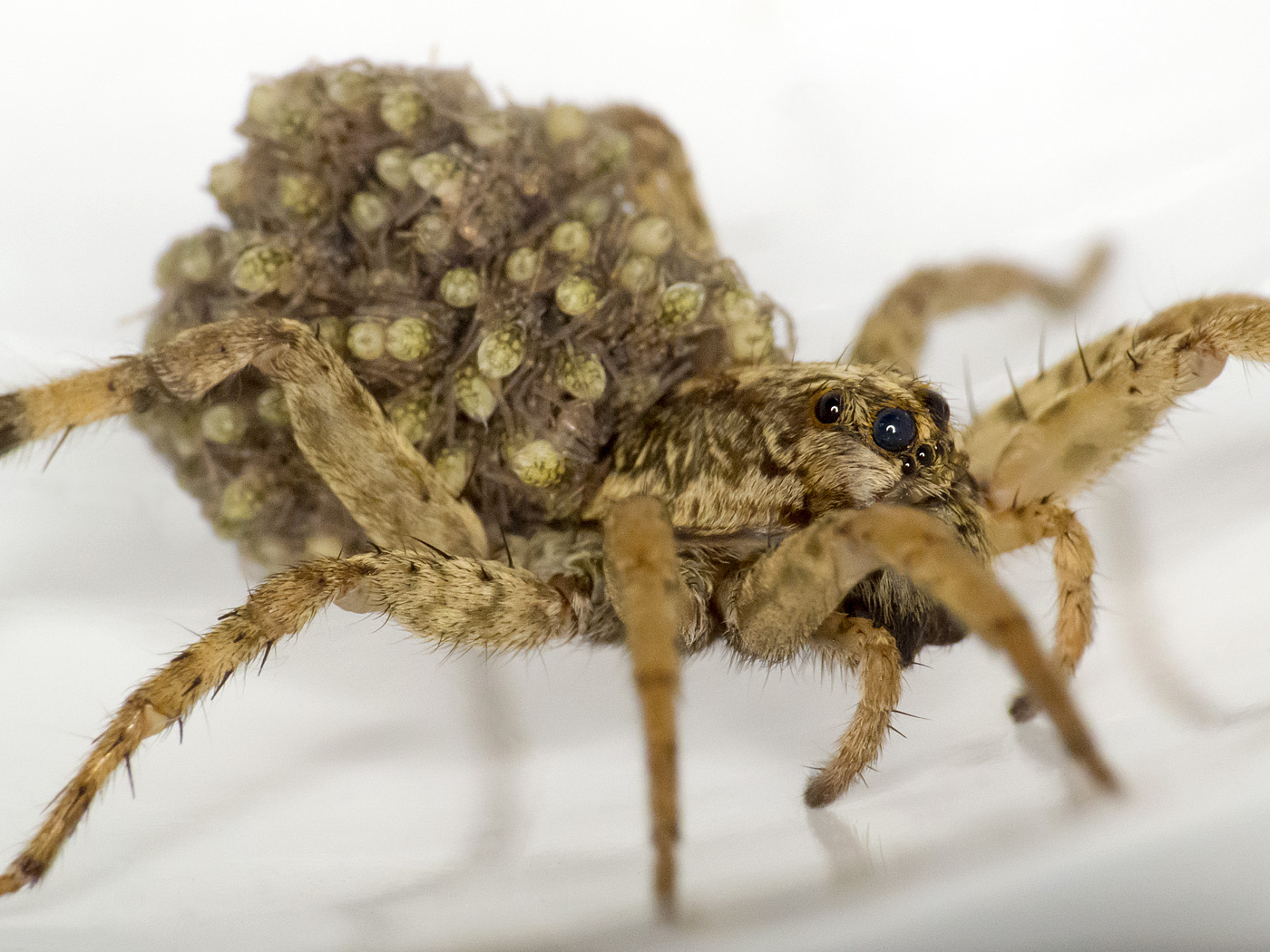
С детёнышем на спине в Раунд-Маунтин, Техас

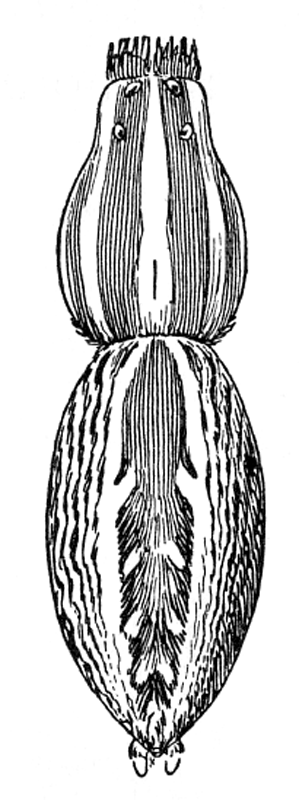
Иллюстрация 1902 года (как Lycosa scutulata)

Этот вид любит хлопковые поля и лесистые местности. Обычно они обитают в норах и разного рода мусоре. Иногда их можно встретить вокруг прудов или в глубоких норах, заваленных мусором. Этот вид не плетет паутины, чтобы ловить добычу, вместо этого они ткут шелк, в который заворачивают свою добычу или защищают своих детенышей. 
Они охотятся ночью, устраивая засаду на свою добычу или преследуя ее. Иногда, чтобы поймать добычу, они маскируются под кору или листья. 

## Размножение
Во время размножения самец исполняет перед самкой «танец» и издает звуки лапами. Если спаривание прошло успешно, самка начинает откладывать яйца и плести из шелка кокон, в котором она будет вынашивать потомство. Когда паучата появляются на свет, они сидят на спине матери до тех пор, пока не станут достаточно взрослыми, чтобы жить самостоятельно.

## Опасность для человека
Бешеные пауки-волки могут укусить, если их спровоцировать, но их укус не опасен для человека.

## Ареал обитания
Бешеный паук-волк обитает в Северной Америке. В США он встречается на востоке от штата Мэн до Флориды и на западе до Оклахомы и Техаса.
1. 1 2 3  Integrated Taxonomic Information System (англ.) — 2012.
2. ↑  BugGuide (англ.) — 2003.